# Andrea Zsadon
Andrea Zsadon, född 18 oktober 1946 i Debrecen, är en ungersk sopran.
Zsadon är gift med Tibor Szolnoki och har medverkat i filmen Az Élet muzsikája - Kálmán Imre från 1984.